# Cirta
Koordinaten: 36° 22′ 3″ N, 6° 36′ 43″ O
| Lage Cirtas (Heinrich Kiepert, Atlas Antiquus, 1869) |

Cirta war eine antike Stadt in Nordafrika (heute Constantine).

## Lage
Cirta befand sich an gleicher Stelle wie das heutige Constantine auf einem ausgedehnten Kalksteinplateau, das in der Mitte eines Beckens aus fruchtbarem Mergelgestein aufragt. Die Stadt lag auf 650 Meter über dem Meeresspiegel und war nur im Südwesten über einen schmalen Rücken zugänglich. In den übrigen Himmelsrichtungen fallen die steilen Hänge der Hochfläche bis zu 250 Meter tief in das umliegende Land ab. Außerdem wird der Felsen von Süd nach West auf einer Länge von ca. 5 km von der heute Oued Rhumel genannten Schlucht des Flusses Ampsaga geteilt. Diese Lage bot ihren damaligen Bewohnern ausgezeichneten Schutz vor möglichen Angreifern. Aufgrund seiner strategisch hervorragenden Lage diente der Ort zu allen Zeiten den wechselnden Bewohnern (Römer, Araber, Türken oder Franzosen) als natürliche Festung.

## Gründung
Die Gründung Cirtas geht vermutlich auf die Numider zurück. Die Stadt geriet jedoch spätestens im 3. Jahrhundert. v. Chr. unter phönizischen bzw. karthagischen Einfluss, denn Karthago löste sich 539 v. Chr. von seiner Mutterstadt Tyrus. Daher gibt es auch Vermutungen, die den Namen der Siedlung mit dem phönizischen Wort für Stadt QRT in Verbindung bringen und in Ableitung davon die Phönizier als eigentliche Gründer ansehen.
Cirta, das vielleicht auch Carta genannt wurde, besitzt im Namen eine gewisse Ähnlichkeit mit der Bezeichnung QRT (Qart – für Stadt), der in vielen punischen Städtenamen verwendet wird, wie im folgenden Beispiel für Karthago (𐤒𐤀𐤓𐤕𐤇𐤀𐤃𐤀𐤔𐤀𐤕 Qarthadashat; zur Darstellung der Schrift wurden keine Vokale verwendet; siehe Konsonantenschrift):
| 𐤒 Q K | 𐤀 A | 𐤓 R | 𐤕 T | 𐤇 H | 𐤀 A | 𐤃 D G | 𐤀 A O | 𐤔 Sh | 𐤀 A | 𐤕 T |

Auf Münzen aus Cirta findet sich jedoch die folgende Inschrift: 𐤊𐤉𐤓𐤕𐤀𐤍 Kirtan
| 𐤊 K | 𐤉 I | 𐤓 R | 𐤕 T | 𐤀 A | 𐤍 N | – für Kirthan. |

Eine toponymische Beurteilung der Funde zeigt den Unterschied der Schreibung. Während der phönizische Begriff QRT mit einem Koph genannten Buchstaben beginnt, schreibt sich das Wort KRTN auf den Münzen mit einem Kaph. Cirta ist daher wahrscheinlich keine phönizische oder punische Gründung.

## Geschichte

### Numidische Herrschaft
Die erste urkundliche Erwähnung Cirtas stammt aus dem Ende des dritten vorchristlichen Jahrhunderts (Titus Livius XXTX, 32). Es war die Hauptstadt des massäsylierischen Königs Syphax, der von hier den westlichen Teil des Königreichs Numidien regierte und als stärkster Alliierter Karthagos galt. Im Jahre 203 v. Chr. wurde er in der Schlacht von Cirta von seinem massylierischen Gegenspieler Massinissa, der sich mit den Römern unter Publius Cornelius Scipio Africanus gegen Karthago verbündet hatte, geschlagen. Cirta wurde daraufhin Hauptstadt des gesamten Numiderreiches.
Während seiner langen Regierungszeit und die seiner Nachfolger, vor allem Micipsa (148-117 n. Chr.), gewann Cirta mehr und mehr an Einfluss und Reichtum, nicht zuletzt bedingt durch ständig wachsende Exporte von Getreide in das Römische Reich.
Als Micipsa 118 v. Chr. starb, brach ein Streit unter den Thronerben Jugurtha, Hiempsal und Adherbal aus, der in der Folge zur Eroberung Cirtas durch Jugurtha führte. Der römische Geschichtsschreiber Sallust erwähnt, dass die Stadt nicht mit Waffengewalt bezwungen werden konnte („neque propter naturam loci Cirtam armis expugnare poterat Jugurtha“), sondern ausgehungert werden musste. Im Weiteren führte diese Auseinandersetzung zum Jugurthinischen Krieg. Nach dem Sieg von Gaius Marius über Jugurtha 105 v. Chr. wurden westliche Teile Numidiens von Rom annektiert. Der Rest des numidischen Reichs wurde zwischen Gauda, einem Halbbruder Jugurthas und Bocchus I. von Mauretanien aufgeteilt.

### Römische Herrschaft

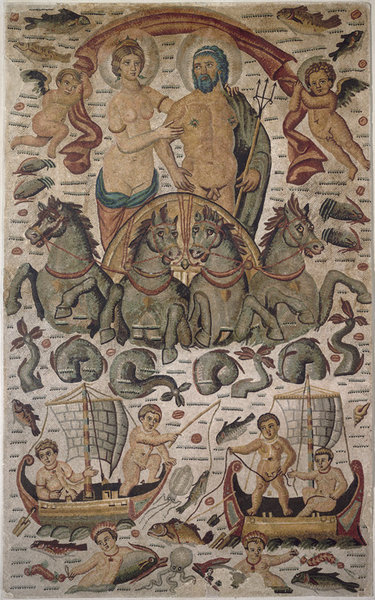
Neptun und Amphitrite, Detail eines römischen Mosaiks aus Cirta (ca. 315–325 n. Chr.). Nun im Louvre.

Im Jahr 46 v. Chr., nach dem Sieg Gaius Iulius Caesars in der Schlacht bei Thapsus, wurde das Reich des Numiderkönigs Juba I. zerschlagen, da dieser im römischen Bürgerkrieg Verbündeter des unterlegenen Gnaeus Pompeius Magnus war.
Der östliche Teil Numidiens wurde der von Caesar neu geschaffenen Provinz Africa nova zugeschlagen. Der westliche Teil, also die Gegend um Cirta, fiel an den Abenteurer Publius Sittius, der das Land an seine Soldaten verteilte und eine römische Kolonie einrichtete, die Colonia Cirta Sittianorum mit Cirta als Hauptstadt.
Von nun an entwickelte Numidien sich zu Roms Kornkammer und galt als eine der reichsten Provinzen des Römischen Reichs. Der Wohlstand ließ überall Paläste und Theater entstehen. Das Plateau, auf dem die ursprüngliche Stadt gebaut war, bot jedoch nicht genug Platz. Daher wurden die umliegenden Höhen, El Mansoura  im Süden und El Koudia  im Westen, besiedelt. Rings um das alte Cirta entstand eine neue äußere Stadt, die durch zahlreiche Brücken über den Oued Rhumel mit der Altstadt verbunden war.
Diese Blüte hielt bis zum Jahr 311 n. Chr. an, als Cirta im Krieg des Kaisers Maxentius gegen den Statthalter der Provinz Africa Domitius Alexander, der sich zum Kaiser ausgerufen hatte, vollständig zerstört wurde. Kaiser Konstantin der Große ließ die Stadt jedoch 313 n. Chr. wieder aufbauen und gab ihr den Namen Civitas Constantina Cirtensium.

### Nach dem Niedergang Roms
Hier endet die Geschichte des alten Cirta. Constantina wurde zu Beginn des dritten Jahrhunderts zu einem wichtigen Zentrum der frühen christlichen Gemeinschaft und war nach Angaben des Historikers Theodor Mommsen vollständig christianisiert, als 430 n. Chr. die Stadt von den Vandalen erobert und ins vandalische Reich eingegliedert wurde.
Diese Epoche endete mit dem Vandalenkrieg und dem Ende des Vandalenreichs 533 n. Chr. Danach war sie bis 697  n. Chr. Teil des Byzantinischen Reichs.
Ab Ende des 7. Jahrhunderts wurde die Region islamisiert und berberische und arabische Machthaber herrschten bis ins 16. Jahrhundert. 1529 geriet die Region unter Kontrolle des Osmanischen Reiches, und die Stadt war Sitz eines türkischen Statthalters.
Am 13. Oktober 1837 wurde Constantine von französischen Truppen erobert. In der Zweiten Französischen Republik ab 1848 wurde der nördliche Teil des heutigen Staates Algerien, unterteilt in die Départements Algier, Oran und Constantine, Teil des französischen Mutterlandes. Die Stadt Constantine war also Hauptstadt des Départements Constantine. Sie wurde, wie der gesamte Norden des heutigen Algerien, 1851 in das französische Zollgebiet sowie 1865 sowohl politisch als auch wirtschaftlich in das französische Staatsgebiet eingegliedert.